# Heraclea del Latmos
Heraclea del Latmos (grec antic: Ἡράκλεια πρὸς Λάτμῳ) era una ciutat en els límits entre Cària i Jònia, situada al peu de la part occidental del Latmos, i al golf Làtmic.
Era al sud-est de Milet i al sud-oest d'Amízon, i va ser una ciutat de poca importància. De vegades se la designava només amb el nom de Latmus. A la seva rodalia hi havia una cova amb la tomba d'Endimió, segons diuen Escílax de Carianda, Estrabó, Plini el Vell i altres. Encara queden les ruïnes de la ciutat a la vora de l'actual llac Baffi, probablement sorgit d'una part del golf Làtmic, i format pels sediments del riu Meandre.